# Trzebiatów
Trzebiatów /tʃɛˈbjatuf/ (fil), tyska: Treptow an der Rega, kasjubiska: Trzébiatowò, är en stad  i nordvästra Polen, belägen i distriktet Powiat gryficki i Västpommerns vojvodskap, 108 km nordost om Szczecin. Tätorten har 10 229 invånare (2013) och är centralort i en stads- och landskommun, Gmina Trzebiatów, med totalt 16 673 invånare.

## Geografi
Stadens historiska stadskärna omflyts på tre sidor av floden Rega och ligger ungefär 11 kilometer från flodens mynning i Östersjön.

## Historia

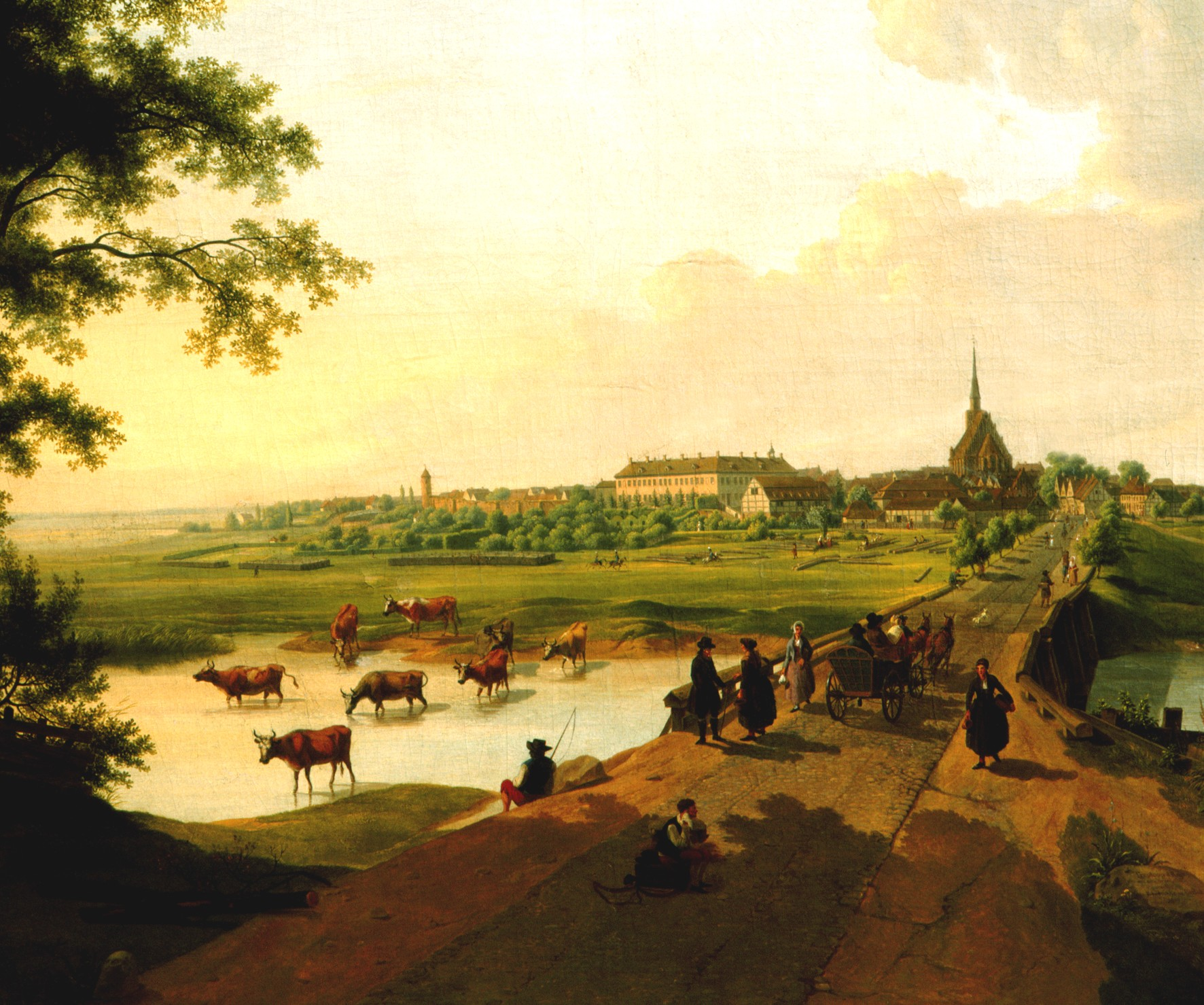
Treptow an der Rega. Målning av Peter Ludwig Lütke, 1809. Tavlan skänktes som gåva från kung Fredrik Vilhelm III av Preussen till tsarinnan Maria Fjodorovna av Ryssland, som växt upp i staden.

Staden tillhörde fram till 1600-talet Pommern och ligger i det historiska landskapet Hinterpommern. På 1100-talet låg en västslavisk bosättning och borg, Bollenburg, på en ö i floden Rega. Nära denna grundades 1180 premonstratensklostret Belbuck. Under första halvan av 1200-talet lät hertigen Barnim I av Pommern tyska bosättare slå sig ned och anlägga en ny ort väster om Bollenburg, kallad Treptow. Staden fick stadsrättigheter enligt lybsk stadsrätt 1277. På 1400-talet var Treptow medlem av Hansan och drev en betydlig sjöhandel, med tullfrihet på floden Rega, samtidigt som man försökte hindra sjöfarten till andra närbelägna städer.
Reformatorn Johannes Bugenhagen var i början av 1500-talet rektor för stadens skola. På en lantdag i Treptow beslöts 1534 reformationens införande i Pommern, och i samband med reformationen stängdes även klostret och förföll. Under trettioåriga kriget plundrades staden av kejserliga trupper. Staden tillföll Kurfurstendömet Brandenburg i Westfaliska freden 1648.
I mitten av 1800-talet industrialiserades staden, och bland annat grundades en bordssilverfabrik samt sockerindustrier och byggmaterialindustrier. 1882 anslöts staden till järnvägen mellan Kolberg och Greifenberg.
Staden fick ta emot många tyska krigsflyktingar under andra världskriget, bland annat flera skolor som evakuerats från västra Tyskland till följd av bombangrepp. Röda arméns intåg 4 mars 1945 skedde utan motstånd. I staden befann sig då många flyktingar från Ostpreussen vars väg västerut blockerats. Medan stadens äldre bebyggelse klarade sig utan större skador under kriget, skedde omfattande plundring och ödeläggelse under tiden närmast efter kriget. I samband med tyska försök att evakuera staden störtade ett sjöräddningsflygplan från Luftwaffe av typ Dornier Do 24 i sjön Resko Przymorskie.  Över 70 skolbarn samt deras lärare och besättningen omkom. 
Efter krigsslutet, då staden tillföll Polen enligt Potsdamöverenskommelsen, fördrevs den tysktalande befolkningen, och staden döptes officiellt om till det polska namnet Trzebiatów. Under 1940-talet och 1950-talet bosatte sig polska och ukrainska flyktingar från områdena öster om Curzonlinjen i regionen, vars befolkning idag huvudsakligen är polsktalande katoliker. Sedan 1999 ingår staden i det administrativa distriktet Powiat gryficki.

## Kända personer från Trzebiatów
- Ferdinand von Arnim (1814-1866), preussisk arkitekt och konstnär.
- Johann Gustav Droysen, (1808-1884), tysk historiker.